# Cimetière américain de Brookwood
Ne doit pas être confondu avec Cimetière de Brookwood.
Le cimetière américain de Brookwood (en anglais : Brookwood American Cemetery and Memorial) est un cimetière militaire américain de la Première Guerre mondiale, situé à 45 kilomètres au sud-est de Londres. C'est également le seul cimetière américain de la Première Guerre mondiale au Royaume-Uni.

## Le cimetière
468 soldats américains tombés pendant la guerre y reposent. Le cimetière a une superficie de 1,8 hectare et est situé à proximité du cimetière civil éponyme. Il est géré par l'American Battle Monuments Commission. La plupart des morts enterrés sont des membres de l'American Expeditionary Force ayant péri en Grande-Bretagne ou dans ses eaux territoriales (notamment les victimes de l'attaque du SS Tuscania par le U-Boot allemand UB-77 le 5 février 1918).